# Casti-Wergenstein
Casti-Wergenstein (rm. Casti-Vargistagn) – miejscowość w gminie Muntogna da Schons w Szwajcarii, w kantonie Gryzonia, w regionie Viamala. Do 31 grudnia 2020 samodzielna gmina.